# The Tick (serie de televisión de 2016)
The Tick es una serie de televisión web estadounidense creada para Amazon Video por Ben Edlund, basada en su personaje de cómic del mismo nombre. Su piloto se estrenó el 18 de agosto de 2016. Una "media temporada", hasta el sexto episodio, se lanzó el 25 de agosto de 2017, y otros seis episodios se lanzaron el 23 de febrero de 2018. El 17 de enero de 2018, Amazon ordenó una segunda temporada de diez episodios, que se estrenó el 5 de abril de 2019. Edlund reveló en Twitter que Amazon Video se ha negado a renovar la serie por una tercera temporada. El 14 de junio, Edlund dijo que no pudo encontrar un "nuevo hogar" para el Tick, terminando la serie con dos temporadas.

## Premisa
The Tick es un superhéroe casi invulnerable con un traje azul que llega a la ciudad para ayudar a combatir el crimen y descubrir la misteriosa figura detrás del inframundo de la ciudad. Se hace amigo de un joven nervioso y afable llamado Arthur, que se convierte en su compañero. Se dan cuenta de que un supervillano aparentemente muerto hace mucho tiempo llamado "El Terror" todavía puede estar moviendo los hilos en el inframundo de la ciudad.

## Reparto

### Reparto principal
- Peter Serafinowicz como The Tick.
- Griffin Newman como Arthur Everest.
- Valorie Curry como Dot Everest.
- Brendan Hines como Superian.
- Yara Martínez como Señorita Lint/Janet/Juana de Arco.
- Scott Speiser como Overkill/Esteban.
- Jackie Earle Haley como El Terror.

### Personajes recurrentes
- Michael Cerveris como Ramses IV.
- Bryan Greenberg como Derek.
- Alan Tudyk como el Dangerboat (voz).
- Townsend Coleman como Nocturno/Onward (voz).[4]
- Kyle Catlett como un joven Arthur Everest.
- Kahlil Ashanti como Cabra.
- Devin Ratray como Kevin Cabeza de Lata.
- Ryan Woodle como Clifford Richter/Hombre Muy Grande (HMG).
- Joshua Schubart como Frank.
- Paul Moon como Khufu.
- John Pirkis como el Dr. Karamazov
- Richie Moriarty como Thomas Everest.
- Francois Chau como Walter/John Wu.
- Patricia Kalember como Joan Everest.
- Juliet Pritner como el General Julie McGinnis.
- Dawn McGee como Hannity.
- John Hodgman como el Dr. agente Hobbes.
- Marc Kudisch como Tyrannosaurus Rathbone.
- Clé Bennett como Sage.
- Adam Henry Garcia como Bronze Star.
- Julian Cihi como Edgelord.
- Steven Ogg como Flexon.
- Liz Vassey como Langoscules (voz).

## Episodios
| Temporada | Temporada | Episodios | Episodios | Lanzamiento original | Lanzamiento original |
| --------- | --------- | --------- | --------- | -------------------- | -------------------- |
|           | 1         | 12        | 12        | 18 de agosto de 2016 | 18 de agosto de 2016 |
|           | 2         | 10        | 10        | 5 de abril de 2019   | 5 de abril de 2019   |

## Producción
En marzo de 2016, se anunció que Amazon Video había ordenado un piloto para un reinicio de The Tick con Peter Serafinowicz como The Tick junto con Griffin Newman como Arthur. En el piloto coprotagonizaría Valorie Curry como la hermana de Arthur, Dot y Brendan Hines como Superian. En abril de 2016, Jackie Earle Haley fue elegido como El terror. En septiembre de 2016, Amazon Prime retomó el programa durante una temporada completa de 12 episodios. Amazon ordenó una segunda temporada de 10 episodios, que se estrenó el 5 de abril de 2019. Amazon canceló la serie después de dos temporadas. El creador Ben Edlund tenía la intención de comparar la serie con otros servicios de transmisión, pero finalmente anunció que no podría encontrar un nuevo hogar para el programa antes de que expiraran los contratos de los actores, lo que oficialmente terminó la serie.

## Recepción
El sitio web de agregación de reseñas Rotten Tomatoes informó una calificación de aprobación del 90% con una calificación promedio de 7.4/10 basada en 61 revisiones. El consenso crítico del sitio web dice: "Los personajes agradables agregan realismo y corazón al humor irónico y la acción de alto octanaje que alimenta a The Tick". Metacritic, que usa un promedio ponderado, asignó una puntuación de 72 de 100, basado en exámenes de 23 críticos, que indica "exámenes generalmente favorables".
Rick Austin de Fortress of Solitude le dio al programa una puntuación de 4/5 y sintió que el programa había logrado arreglar varios de los defectos que vio en el episodio piloto. Concluyó: "Con tan pocas buenas comedias de superhéroes, este es exactamente el programa que el mundo necesita".
La segunda temporada tiene una calificación de aprobación del 100% en Rotten Tomatoes, basada en 10 reseñas, con una calificación promedio de 8.2/10.
En 2018, la serie fue nominada para un premio Saturn en la categoría "Mejor serie de superhéroes de nuevos medios".